# کنده (قبیله)
قبیله کنده از قبایل مهم عرب قحطانی یمن بودند و در نزدیکی حضرموت می‌زیستند. بعدها، پس از مهاجرت از جنوب به شمال شبه جزیره عربستان در نجد ساکن شدند. سپس، حکومتی قبیله‌ای را تشکیل دادند. حکومت کنده تابع پادشاهی حمیر بود. اوج قدرت حکومت کنده، اوایل قرن پنجم میلادی بوده‌است، که توانست حیره را تصرف کند. مردم بندر کنگ در شهرستان لنگه از قبیله کنده هستند

## افراد سرشناس
- امرؤالقیس جندح بن حجر کندی (شاعر جاهلی و از سرایندگان معلقات)
- حصین بن نمیر سکونی کندی (فرمانده جناح چپ سپاه معاویه، فرمانده سربازان شامی و تیراندازان سپاه ابن‌زیاد در واقعه عاشورا که به دستور او حسین و یارانش را حین برگزاری نماز تیرباران نمودند، فرمانده دوم سپاه شام در واقعه حره و فرمانده اصلی آنان در یورش به مکه.)
- اشعث بن قیس کندی (از سران قبیله کنده، صحابی محمد که خواهرش قتیله بنت قیس به ازدواج محمد درآمد و خود نیز خواهر ابوبکر را به زنی گرفت. دخترش جعده همسر حسن بن علی بود که بسیاری از منابع تاریخی او را به کشتن حسن متهم نموده‌اند. دو پسرش قیس (مشهور به قیس قطیفه) و محمد در سپاه ابن‌زیاد حضور داشتند. قیس از سربازانی بود که به خیمه‌های حسین بن علی یورش بردند و محمد نیز پیش از واقعه عاشورا از جمله دستگیر کنندگان مسلم بن عقیل بود. عبدالرحمن بن محمد بن اشعث نوه اشعث نیز از شورشیان دوره عبدالملک مروان اموی بود که توسط حجاج بن یوسف سرکوب شد.)
- ابویوسف کندی (ریاضی‌دان، ستاره‌شناس، موسیقی‌دان و فیلسوف عرب در دوره عباسی)